# Victor Dejeante
En Victor Dejeante (París, 28 de desembre del 1850 - París, 7 de desembre del 1927) fou un sindicalista i polític francès que va fundar la Société générale des ouvriers-chapeliers de France, un dels sindicats que s'integrarien en el Secretariat Nacional del Treball, que més endavant es convertiria en la Confederació General del Treball (CGT). La CGT és actualment un dels sindicats més grans de França.
En Victor Dejeante va inscriure's inicialment com a membre del POSR i va viure les successives fusions del partit, passant amb ell a formar part del ACR, del PSR, del PSdF i finalment de la SFIO. Va ser un dels diputats més actius del departament del Sena en els dos mandats en què va obtenir escó (1893-1919 i 1924-1927).